# Stazione di Komagome

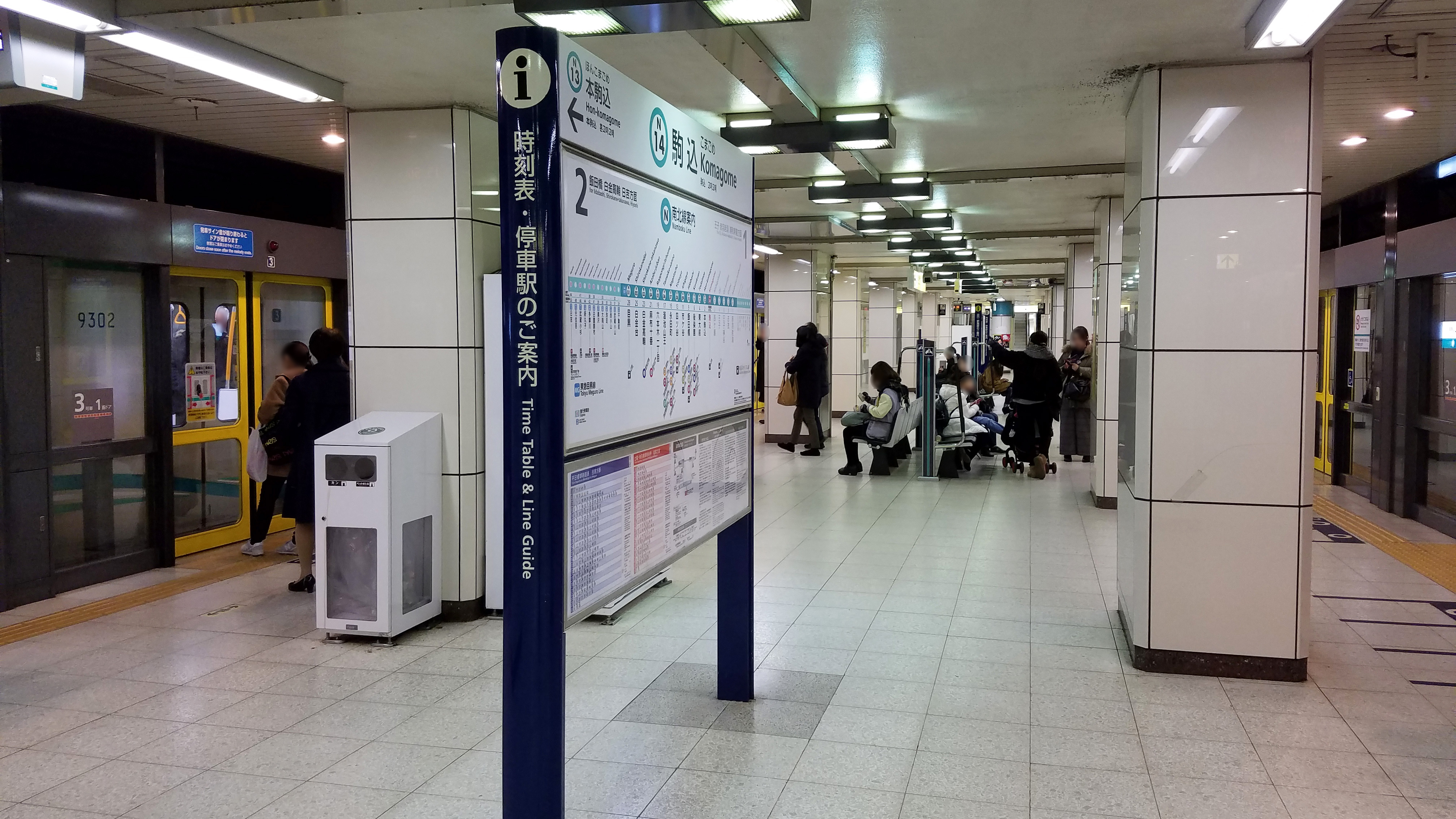
Le piattaforme della metropolitana di Tokyo nel 2017

La Stazione di Komagome (駒込駅?, Komagome-eki) è una stazione ferroviaria di Tokyo. Si trova nel quartiere di Toshima.

## Storia
La stazione di Komagome fu aperta il 15 novembre 1910 dalle Ferrovie Nazionali del Giappone per servire la linea Yamanote. Nel 1945 venne distrutta da un bombardamento aereo della seconda guerra mondiale e in seguito ricostruita. La metropolitana arrivò il 29 novembre 1991.

## Linee

### Treni
- East Japan Railway Company
  - ■ Linea Yamanote

### Metropolitana
- Tokyo Metro
  -  Linea Namboku

## Struttura

### Stazione JR East
La stazione JR East è servita dalla linea Yamanote con due binari e una banchina centrale a isola.
| 1 | ■ Linea Yamanote | per Ueno, Tokyo e Shimbashi       |
| 2 | ■ Linea Yamanote | per Ikebukuro, Shinjuku e Shibuya |

### Stazione Tokyo Metro
La stazione della linea Namboku della Tokyo Metro è sotterranea, con una banchina centrale a isola dotata di porte di banchina per proteggere l'accesso ai binari.
| 1 | Linea Namboku | per Ōji, Akabane-Iwabuchi e Urawa Misono |
| 2 | Linea Namboku | per Shirokane-Takanawa, Meguro e Hiyoshi |

## Stazioni adiacenti
| «              | Servizio       | »              |
| Linea Yamanote | Linea Yamanote | Linea Yamanote |
| -------------- | -------------- | -------------- |
| Sugamo         | -              | Tabata         |
| Linea Namboku  |                |                |
| Hon-Komagome   | -              | Nishigahara    |